# 喬瓦尼·朱斯蒂尼亞尼

朱斯蒂尼亚尼家族的族徽

喬瓦尼·朱斯蒂尼亞尼（Giovanni Giustiniani Longo；希臘文：Ιωάννης Λόγγος Ιουστινιάνης, Iōánnēs Lóggos Ioustiniánēs；拉丁文：Ioannes Iustinianus Longus；1418–1453），熱那亞名門望族出身，是名職業軍人。

## 家庭与早年经历
朱斯蒂尼亚尼是强大的多里亚家族的成员（可能为希俄斯岛本地人）。虽然人们对他的出身知之甚少，但毫无疑问的一点是——他是一名雇佣兵，并且是保卫被围困城市的专家。

## 在君士坦丁堡围城战中

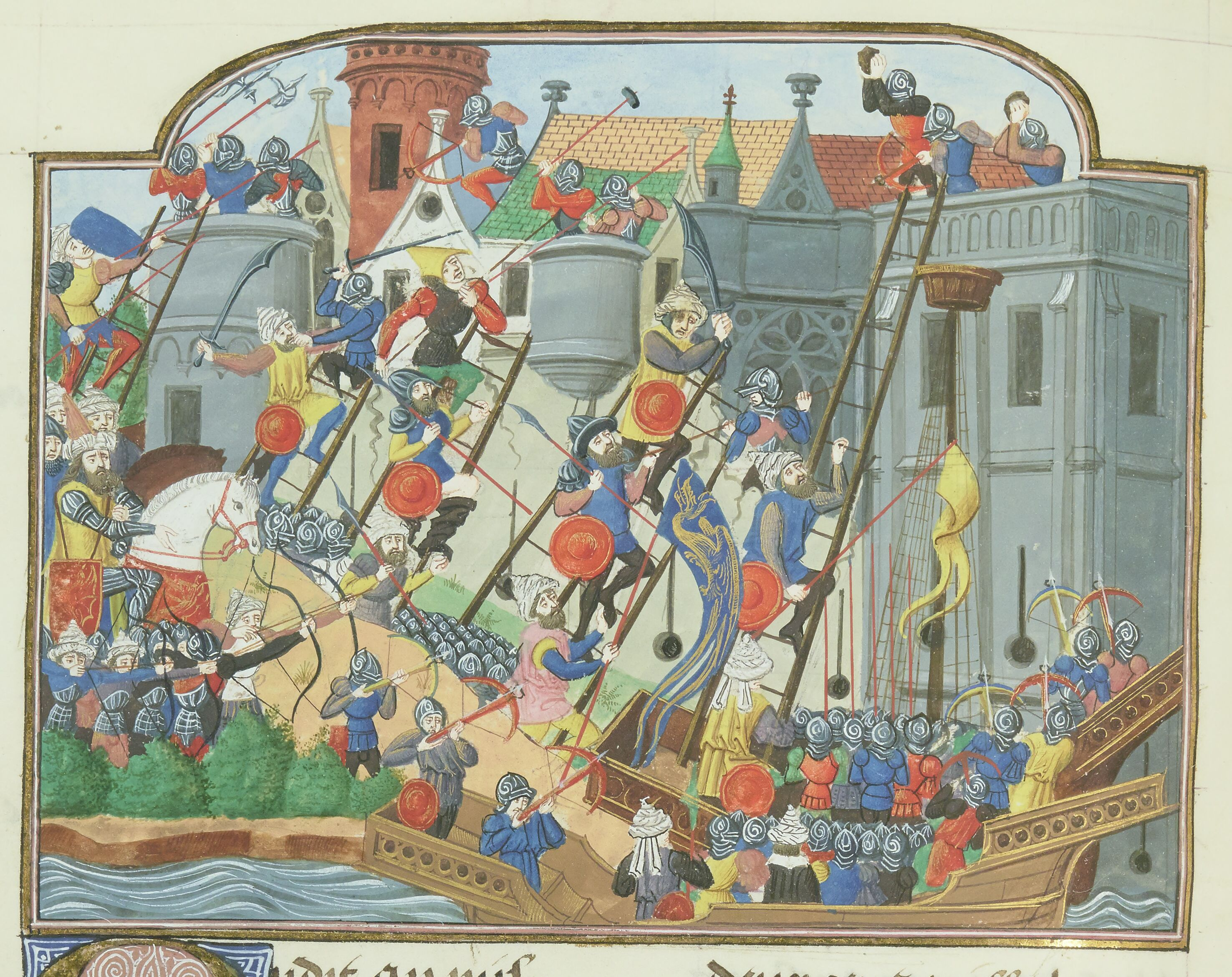

1453年在君士坦丁堡陷入土耳其人圍困時，应熱那亞位於加拉塔殖民地的請求前來共同防衛君士坦丁堡，攜來兩艘加利恩帆船與七百名武裝士兵，他自願發起這場遠征並承擔所有開支，當中四百人是在熱那亞徵募，三百人來自羅德島和希俄斯岛；西方基督教世界大多對君士坦丁堡的危局作壁上觀，喬瓦尼·朱斯蒂尼亞尼這支生力軍的到來自然是令君士坦丁十一世喜出望外，他向其保證，若成功擊退鄂圖曼土耳其人，他將賞賜利姆諾斯島給他。喬瓦尼·朱斯蒂尼亞尼針對君士坦丁堡的城防進行各種評估與補強，其豐富的守城經驗帶給拜占庭守軍極大的助益，在五月二十八日與鄂圖曼人最為激烈的戰鬥中，喬瓦尼·朱斯蒂尼亞尼在城頭指揮時不幸二度負傷，這帶給拜占庭守軍心理上極大的打擊，君士坦丁堡淪陷後，負傷的喬瓦尼·朱斯蒂尼亞被人抬上船成功逃離戰場，回到故鄉希俄斯岛，據其熱那亞同胞萊奧納德大主教的說法，朱斯蒂尼亞尼不久即死去，「要嘛是傷重不治，要嘛是因為失敗的恥辱」，他的墓誌（現已遺失）上寫著：「喬瓦尼·朱斯蒂尼亞尼安息於此，他是一位偉人，熱那亞與希俄斯島的貴族，君士坦丁堡城破時，拜占庭末代皇帝和東方基督徒的勇敢領袖－最尊貴的君士坦丁不幸陣亡，在此期間，朱斯蒂尼亞尼被土耳其君主穆罕默德打成重傷，於一四五三年八月八日逝世。」

## 资料来源
- Murr Nehme, Lina. . Aleph Et Taw. 2003. ISBN 2-86839-816-2.

1. ↑  Roger crowley. . 台北: 馬可孛羅文化. 2017. ISBN 978-986-94104-1-0.